# Legge ferrea dell'oligarchia
La legge ferrea dell'oligarchia è una teoria formulata nel 1911 dal politologo tedesco Robert Michels nel suo libro Sociologia del partito politico.

## Teoria
Secondo la teoria, tutti i partiti politici si evolvono da una struttura democratica aperta alla base, in una struttura dominata da una oligarchia, ovvero da un numero ristretto di dirigenti. Questo deriva dalla necessità di specializzazione, la quale fa sì che un partito si strutturi in modo  burocratico, creando dei capi sempre più svincolati dal controllo dei militanti di base. Con il tempo, chi occupa cariche dirigenti si "imborghesisce", allontanandosi dalla base e andando a costituire un'élite compatta, dotata di spirito di corpo. Nello stesso tempo, il partito tende a moderare i propri obiettivi: l'obiettivo fondamentale diventa la sopravvivenza dell'organizzazione, e non la realizzazione del suo programma.
Michels, che elabora le sue idee soprattutto sulla base dell'osservazione delle dinamiche del Partito Socialdemocratico di Germania, fornisce quattro prove a sostegno della sua tesi:
1. La democrazia non è concepibile senza una qualche organizzazione.
2. L'organizzazione genera una solida struttura di potere che finisce per dividere qualsiasi partito o sindacato in una minoranza che ha il compito di dirigere e una maggioranza diretta dalla prima.
3. Lo sviluppo di un'organizzazione produce burocratizzazione e centralizzazione, che creano una leadership stabile, che col tempo si trasforma in una casta chiusa e inamovibile.
4. L'insorgenza dell'oligarchia deriva anche da fattori psicologici, in particolare dalla "naturale sete di potere" di chi fa politica e dal "bisogno" delle persone di essere comandate[2].

## Critiche
Questo approccio è stato criticato, in tempi più recenti, da Angelo Panebianco, il quale ha osservato che l'evoluzione dei partiti è più complessa e contraddittoria di quanto ipotizzato da Michels. Panebianco evidenzia come la base di un partito non abbia un ruolo del tutto passivo, in quanto anch'essa (e non solo i leader) possiede risorse. Inoltre, le ideologie non sono del tutto manipolabili: quindi, gli obiettivi di un partito possono essere articolati e adattati alle mutate esigenze, ma non abbandonati del tutto.

## Punto di vista di Simone Weil
Simone Weil, a conclusione del saggio Manifesto per la soppressione dei partiti politici, scriveva che 
Erano i partiti in sé, non tanto l'idea politica che li sorreggeva (i partiti, pensava Simone Weil, non hanno alcuna idea, specie politica), quanto i propositi di dominio che li animavano, più o meno morbidi che fossero, a dettare le sue parole d'allarme: 